# 卡門·莫拉 (作家)
卡門·莫拉（西班牙語：Carmen Mola）是三位西班牙驚悚犯罪小說作家的共用筆名。真正作者分別為豪爾赫·狄亞士（Jorge Díaz）、阿古斯丁·馬蒂內茲（Agustín Martínez）、安東尼·奧默賽羅（Antonio Mercero），他們是著名的電視編劇。
2021年，作者們獲得了世界最高獎金的文學或作家獎，100萬歐元的星球文學獎（Premio Planeta de Novela）的獎金。

## 簡歷
莫拉以「極度暴力的西班牙犯罪驚悚小說」風格著稱，該系列作以警察局長Elena Blanco為主角，本人被譽為西班牙的埃琳娜·費蘭特。得獎作品《野獸》是以1834年馬德里霍亂疫情為背景的歷史驚悚小說。她的作品曾被卡斯蒂利亚-拉曼恰婦女研究所（Instituto de la Mujer de Castilla-La Mancha）推薦為女性主義讀物。

## 筆名
2021年10月前，出版商稱卡門·莫拉是出生於馬德里的女性作家所用的筆名，她是一位40多歲的教授，跟丈夫和三個孩子住在一起，在業餘時間寫作。之後未出版的小說《野獸》獲得2021年的星球文學獎，頒獎典禮上有人透漏，這其實是三位男性的共用筆名。他們大多都是四五十歲的人。
這三位編劇彼此間都是好友，他們2017年決定共同創作犯罪驚悚小說。關於他們為何選用女性筆名，一直存在爭議。作者們說這純屬偶然，但也有人說這是高明的行銷手段：曾有人假冒成莫拉接受採訪，介紹網頁也放了一張不看相機鏡頭的不知名女性的照片。

## 作品
Elena Blanco系列：
- 《吉普賽新娘》（La novia gitana，[7] 2018年5月17日，Alfaguara, ISBN 9788420433189）[8]
- 《紫色網路》（La red púrpura，[7] 2019年8月20日，Alfaguara, ISBN 9788420435572）[9]
- 《女孩》（La nena，[7] 2020年9月22日，Alfaguara, ISBN 9788466358026)[10]
- 《母親》（Las madres，[7]2022年9月27日，Alfaguara, ISBN 9788420435572）[11]

歷史小說：
- 《野獸》（La bestia，2021年11月4日，星球文學獎得獎作，ISBN 9788408249849）[12]
- 《地獄》（El Infierno，2023年10月4日[13]）

## 來源
1. ↑  譯者：劉淑琴/核稿：林治平. . 中央社. 2021-10-18  [2023-10-30]. （原始内容存档于2023-10-30）.
2. 1 2 3 4  Graham-Harrison, Emma; Jones, Sam. . The Guardian. 16 October 2021  [17 October 2021]. （原始内容存档于2023-10-30） （英语）.
3. 1 2 3  Dombey, Daniel. . Financial Times. 16 October 2021  [17 October 2021]. （原始内容存档于2023-10-30）.
4. ↑  . （原始内容存档于2020-08-05）.
5. ↑  . Hanska.   [17 October 2021]. （原始内容存档于5 May 2021）.
6. ↑  Miriam Berger. . The Washington Post. 17 October 2021  [18 October 2021]. （原始内容存档于2021-12-07）.
7. 1 2 3 4  . PenguinRandomhouse.com. Penguin Random House.   [17 October 2021]. （原始内容存档于2023-10-30）.
8. ↑  . Hanska.   [17 October 2021]. （原始内容存档于2023-06-05）.
9. ↑  . Hanska.   [17 October 2021]. （原始内容存档于2023-06-05）.
10. ↑  . Hanska.   [17 October 2021]. （原始内容存档于2023-06-03）.
11. ↑  . Hanska.   [19 August 2022]. （原始内容存档于2022-10-01）.
12. ↑  . Hanska.   [19 August 2022]. （原始内容存档于2022-11-27）.
13. ↑  Press, Europa. . www.europapress.es. 2023-05-30  [2023-06-06]. （原始内容存档于2023-06-07）.

## 外部連結
- 官方网站